# Cuarto Centenario
Cuarto Centenario är en ort i Mexiko.   Den ligger i kommunen San Juan del Río och delstaten Querétaro Arteaga, i den sydöstra delen av landet, 130 km nordväst om huvudstaden Mexico City. Cuarto Centenario ligger 2 115 meter över havet och antalet invånare är 402.
Terrängen runt Cuarto Centenario är varierad. Runt Cuarto Centenario är det ganska tätbefolkat, med 230 invånare per kvadratkilometer. Närmaste större samhälle är San Juan del Río, 5,5 km nordväst om Cuarto Centenario. Trakten runt Cuarto Centenario består i huvudsak av gräsmarker.